# Luka Rujević
Luka Rujević (serbisch-kyrillisch Лука Рујевић; * 14. Oktober 1985 in Belgrad) ist ein serbischer Leichtathlet.
Bei den Juniorenweltmeisterschaften 2004 in Grosseto startete er im Diskuswurf und gewann dabei die Bronzemedaille. Bei den Junioreneuropameisterschaften drei Jahre später in Debrecen startete er schließlich im Kugelstoßen und gewann dabei die Silbermedaille. Er qualifizierte sich für die Olympischen Spiele 2008 in Peking in der Disziplin Kugelstoßen, nahm aber nicht teil. 2009 wurde er Serbischer Meister im Kugelstoßen.

## Bestleistungen
- Kugelstoßen: 20,46 Meter, 1. August 2009, Sremska Mitrovica
- Kugelstoßen: 6 kg: 20,06 Meter, 8. Mai 2004, Tuzla
- Diskuswurf: 58,66 Meter, 3. September 2009, Zenica
- Diskuswurf: (1,5 kg): 55,35 Meter, 13. Juli 2001, Debrecen
- Diskuswurf: (1,75 kg): 62,50 Meter, 13. Juni 2004, Senta